# Psi Tauri
Psi Tauri (ψ Tauri, förkortat Psi Tau, ψ Tau) som är stjärnans Bayerbeteckning, är en ensam stjärna belägen i den nordöstra delen av stjärnbilden Oxen. Den har en skenbar magnitud på 5,22 och är synlig för blotta ögat. Baserat på parallaxmätning inom Hipparcosuppdraget på ca 36,2 mas, beräknas den befinna sig på ett avstånd av ca 90 ljusår (28 parsek) från solen.

## Egenskaper
Psi Tauri A är en blå till vit stjärna i huvudserien av spektralklass F1 V. Den har en massa som är omkring 1,6  gånger större än solens massa och utsänder från dess fotosfär ca 5 gånger mera energi än solen vid en effektiv temperatur på ca 7 100 K.